# قصه بی‌رحم جوانی
قصه بی‌رحم جوانی (به ژاپنی: 青春残酷物語) فیلمی ژاپنی به کارگردانی ناگیسا اوشیما با بازی یوسکه کاوازو و میوکی کوانو محصول سال ۱۹۶۰ است. قصه بی‌رحم جوانی دومین فیلم بلند اوشیما بود.

## داستان
کیوشی مردی جوان است که با زنان مانند اشیا برخورد می‌کند. ماکوتو دختری جوان است که تجربیات جنسی او به تازگی در حال بیدار شدن هستند. یکبار وقتی که کیوشی ماکوتو را از دست رانندهٔ میانسالی که قصد سواستفاده از وی را دارد نجات می‌دهد با یکدیگر آشنا می‌شوند...

## بازیگران
- یوسکه کاوازو - کیوشی فوجی
- میوکی کووانو - ماکوتو شینجو
- یوشیکو کوگا - خواهر بزرگتر ماکوتو، یوکی
- فومیو واتانابه - آکیموتو
- شینجیرو ماتسوزاکی - ترادا